# 中村倫明
中村 倫明（なかむら  みちあき、Peter Michiaki Nakamura, 1962年3月21日 - ）は、日本のカトリック教会聖職者でカトリック長崎大司教区大司教。洗礼名は「ペトロ」。

## 経歴
長崎県大島町（現西海市）生まれ。太田尾教会出身。小神学校に入学し、福岡サン・スルピス大神学院で哲学と神学を学んだ。1988年3月19日浦上教会にて司祭に叙階され、1988年4月から長崎公教神学校（現長崎カトリック神学院）担当。1989年から中町教会助任司祭となり、1991年にローマ留学。1994年にアルフォンサアカデミーから倫理神学の免許を取得。同年長崎カトリック神学院担当し、1999年4月に浦上教会助任司祭、2002年4月に 時津教会主任司祭。2005年4月から 福岡サン・スルピス大神学院養成者となる。2007年2月に 植松教会主任司祭となり、2013年4月に三浦町教会主任。
2019年5月31日、教皇フランシスコにより長崎教区補佐司教に任命。 同年9月16日、浦上教会で長崎教区高見三明大司教主司式、大阪教区前田万葉枢機卿と大分教区浜口末男司教共同聖別による叙階式で司教に叙階された。2021年12月28日、教皇フランシスコにより長崎大司教区大司教に任命。2022年2月23日、浦上教会で着座式が執り行われた。

## 役職
HIV/AIDSデスク担当司教